# Julia Caesaris filia
Pour les articles homonymes, voir Julia.
Julia Caesaris filia ou Julia Augusti filia (octobre 39 av. J.-C. - 14) est l'unique fille biologique du premier empereur romain, Auguste, née de sa seconde épouse Scribonia. Elle épousa successivement Marcus Claudius Marcellus, Marcus Vipsanius Agrippa puis le futur empereur Tibère.
Elle est la grand-mère maternelle de l'empereur Caligula et de l'impératrice Agrippine la Jeune, la grand-mère par alliance de l'empereur Claude, et l'arrière grand-mère maternelle de l'empereur Néron.

## Biographie

### Enfance
Avant sa naissance, le désaccord régnait déjà entre Octavien et Scribonia. À peine eut-elle accouché que son époux la répudia, invoquant sa mauvaise conduite. Il venait de faire la connaissance de Livia Drusilla déjà mariée à Tiberius Claudius Nero dont elle était enceinte. Dès le départ de Scribonia, elle emménagea dans la demeure du triumvir, où elle accoucha d’un garçon. Mais Octavien envoya l’enfant chez son père qui, lorsqu’il mourut cinq ans plus tard, désigna Octavien comme tuteur de ses deux enfants.
Il n'y a pas d'informations sur la façon dont Julia a passé son enfance, sans doute auprès de sa mère. D'après Suétone, après son divorce, Scribonia a acheté un Grec érudit (qu’elle a affranchi plus tard), sans doute pour en faire le précepteur de ses enfants. Vers l’âge de cinq ans elle aurait réintégré la maison de son père qui voulait l’associer aux autres membres de sa famille élargie. Depuis 33 av. J.-C. (ou, au plus tard 32), la maison d’Octavien sur le Mont Palatin était la demeure de Tibère, plus âgé de trois ans que Julia, et de Drusus, du même âge qu’elle.
Les enfants étaient gardés par de nombreux esclaves et professeurs dans un environnement où l’on trouve naturelle l’hostilité entre beaux-frères et belles-sœurs. Aussi Julia devait-elle chercher des compagnons de jeux à l’extérieur de la famille proche, notamment auprès d’Octavie.
Octavie habite sur le Mont Palatin, quartier des élites à Rome, une maison proche de celle de son frère et qui abrite une nombreuse famille : son fils Marcellus et ses deux sœurs, issus de son premier mariage avec Marc Antoine, les deux Antonia, mais aussi les enfants de celui-ci et de sa troisième épouse Fulvie, Antyllus et Iullus.
Durant sa jeunesse, elle courait la nuit dans Rome avec ses amis et ses amants, ce qui était courant dans les mœurs de la jeunesse noble romaine. Elle y a même couronné de fleurs une statue sacrée.

### Mariages
Alors qu’elle n’avait que deux ans, Julia avait été promise à Antyllus, le fils aîné d’Antoine (son aîné de sept ou huit ans), lors du traité de Tarente en 37 av. J.-C.. Mais cet accord devint caduc après la rupture des relations entre Octavien et Antoine. À partir de 35 av. J.-C., Antyllus resta avec son père en Égypte. Après la bataille d’Actium, la défaite et la mort d’Antoine, Octavien fit égorger le jeune homme, mais épargna et recueillit son frère Iullus.
Octavien et Livie ayant perdu l’espoir d’avoir un enfant ensemble et le premier voulant assurer sa succession, il ne lui restait pour disposer d’un héritier d’autre solution que marier sa fille.

#### Mariage avec Marcellus

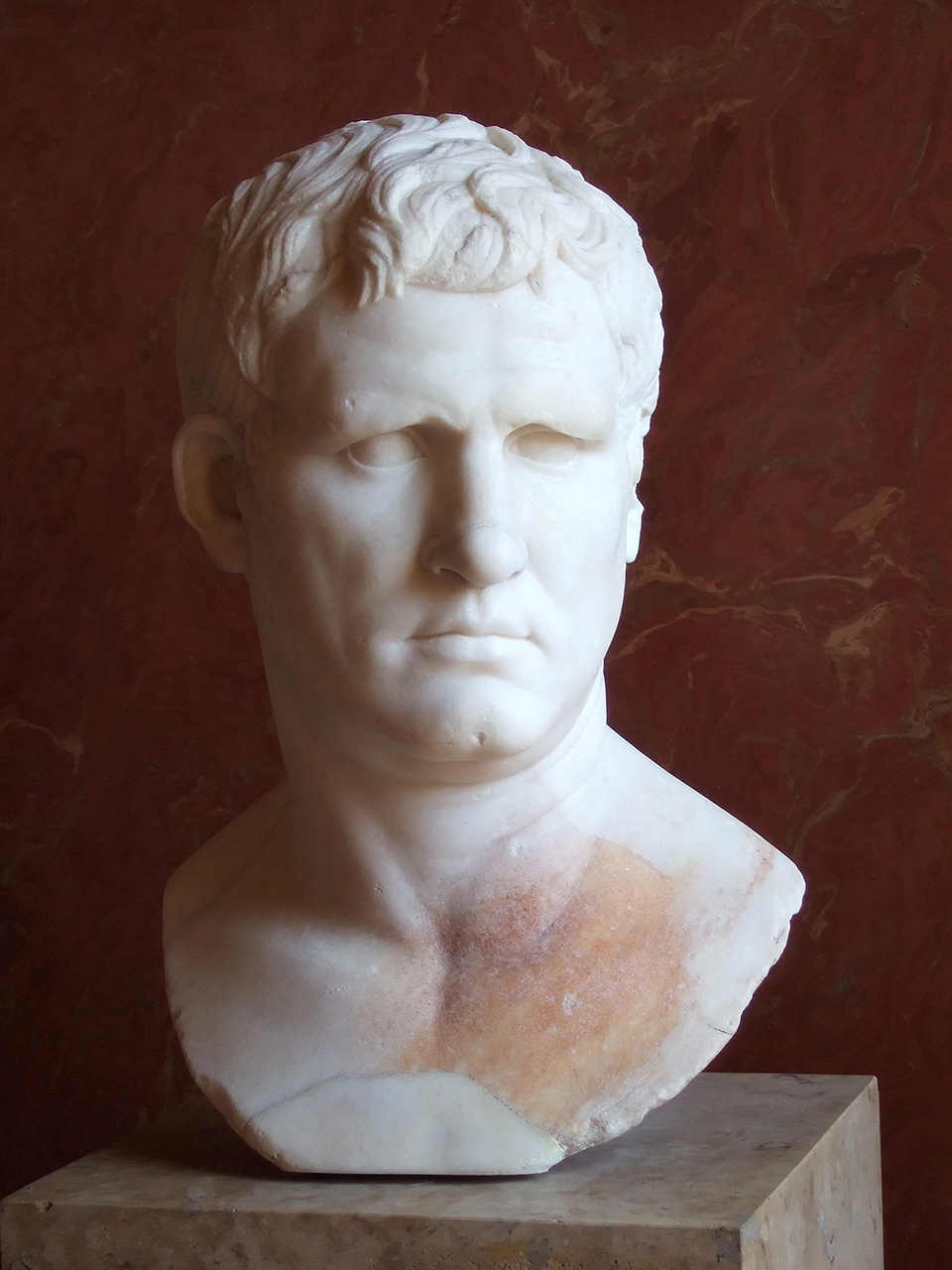
Portrait d'Agrippa du type de Gabies, vers 25-24 av. J.-C., musée du Louvre.

En 25 av. J.-C. à quatorze ans, Julia épouse son cousin Marcus Claudius Marcellus, de deux ans plus âgé qu'elle. Marcellus est alors pressenti pour être le successeur d'Auguste. Son père n'étant pas présent au mariage car en guerre en Espagne et tombé malade, c'est Agrippa qui préside la cérémonie. Marcellus meurt en septembre 23 av. J.-C. et l'union ne produit pas d'enfants.

#### Mariage avec Agrippa
Mécène aurait alors conseillé à Auguste, préoccupé par sa succession et par les troubles à Rome, de se rapprocher davantage d'Agrippa en en faisant son gendre. Mécène aurait fait remarquer à Auguste qu'il a rendu Agrippa si puissant qu'il fallait soit l'éliminer, soit se l'attacher,. Il aurait donc incité Agrippa à divorcer de Marcella et épouser sa fille Julia, d'une grande beauté mais d'une débauche sans scrupule,. Agrippa quitte Mytilène avant la fin de l’hiver 22/21 av. J.-C. pour épouser Julia à Rome.
Auguste continue quant à lui son voyage en Orient, laissant le soin à Agrippa, dont le mariage avec la fille d'Auguste donne une légitimité suffisante, de faire face aux troubles à Rome.
Le nouveau couple se fait construire sur la rive droite du Tibre, près du Trastevere, une villa où ont été retrouvées nombre de peintures qui témoignent de l'intérêt d'Agrippa et de son épouse pour les œuvres d'art,. Un pont sera aussi édifié pour joindre la villa au reste de la cité : le pont d'Agrippa.
Agrippa, qui a le même âge que l’empereur et donc l'âge d'être le père de son épouse, est sûrement pour Auguste un intermédiaire et un protecteur des enfants à naître du nouveau couple. La naissance de Caius et Lucius Julius Caesar Vipsanianus en 20 et 17 av. J.-C. comble de joie l'empereur qui les adopte, ces derniers devenant ses héritiers,,. Entre les deux, Agrippa et Julia ont aussi une fille : Vipsania Julia Agrippina, née en 19 av. J.-C. Elle a ensuite Agrippine l'Aînée et Agrippa Postumus. Ces enfants auront tous un destin tragique.

#### Mariage avec Tibère

Buste de Tibère Musée Saint Raymond Toulouse.

À la mort d'Agrippa en 12 av. J.-C., son père Auguste arrange un remariage de Julia avec celui qu'il voit alors comme son successeur, Tibère,,. Ce dernier est sincèrement amoureux de sa première épouse Vipsania Agrippina et il ne s'en éloigne qu'avec beaucoup de regrets. Selon Suétone, l'union avec Julia connaît d'abord de l'amour et de l'harmonie, puis elle se dégrade rapidement après la mort de leur fils, né à Aquilée. Pour Virginie Girod, Tibère et Julia se détestent. Ils se livrent à une guerre larvée qui aura des répercussions délétères pour la maison impériale.
L'attitude de Julia, entourée de nombreux amants, contraste avec le caractère de Tibère particulièrement réservé.

### Exil
En 2 av. J.-C., Julia est accusée d’adultère. Sans doute jugée par Auguste lui-même en vertu de ses prérogatives de pater familias, elle est condamnée à l’exil sur l’île de Pandateria où elle subit un régime quasi carcéral qui dépasse les sanctions prévues par la lex Julia promulguée en 18 av. J.-C. : mode de vie très frugal, avec interdiction de boire du vin, contrôle rigoureux par son père lui-même des visiteurs mâles dont il exige de connaître l’âge, la taille et d’éventuels signes particuliers. Julia semble n’avoir eu pour compagne que sa mère Scribonia qui fut autorisée à l’accompagner. Si la loi prévoyait bien l’exil dans une île pour la femme adultère, celle-ci y restait cependant assez libre, conservait l’usage de la moitié de sa dot et du tiers de ses biens ; mais elle ne pouvait pas vivre avec son complice ni se remarier.
Pourquoi Julia fut-elle si sévèrement punie ? Les auteurs s’accordent sur « l’immoralité et la débauche » de la jeune femme : les amants qu’elle aurait reçus en groupe, les promenades et les orgies nocturnes, le choix de la place publique elle-même et de la tribune aux harangues, d’où son père avait publié sa loi sur l’adultère, pour se transformer d’adultère en courtisane vénale, en se livrant à des amants inconnus à qui elle aurait tout permis.
Un tel amas d’accusations incite les historiens, depuis l’Antiquité, à supposer que certains amis de Julia ont conspiré contre l’empereur. Parmi les amants supposés ou réels de Julia apparaît souvent le nom de Iullus Antonius, fils de Marc Antoine et de Fulvie. Fiancé trente-cinq ans plus tôt à Julia, mais partisan de son père, Iullus Antonius fut, après la défaite d’Antoine à Actium, gracié par Auguste qui n’hésita pas à lui accorder des honneurs. Toutefois les anciens projets politico-matrimoniaux ne sont plus d’actualité et Auguste ne souhaite pas voir se multiplier la descendance de son ancien ennemi. D’autres conspirateurs sont également cités et tous portent de grands noms.
Si ces jeunes aristocrates se sont effectivement livrés sur les rostres à des plaisirs interdits par Auguste, ils ont davantage fait preuve de simple fronde que d’opposition politique. Mais peut-être est-ce l’inverse : leur esprit critique aurait pu inciter l’empereur à les accuser de transgresser ses lois. Quoi qu’il en soit, en les condamnant, Auguste isole sa fille Julia, dont la mésentente avec son mari Tibère est notoire, et l’empêche de contracter de nouveaux liens matrimoniaux qui fragiliseraient le dispositif successoral qu’il a mis au point.
Cinq ans plus tard, Auguste la laisse enfin revenir à Rome et lui impose des conditions un peu moins dures : elle est assignée à résidence à Rhegium et ne sera jamais rappelée auprès de l’empereur. À l’avènement de Tibère, celui-ci ne rappelle pas non plus son épouse du bannissement d’Auguste, mais la maintient dans sa résidence forcée pour cause d'« impudeur ». Elle meurt après l'avènement de Tibère en 14.